# Pietrari, Vâlcea
Pietrari là một xã thuộc hạt Vâlcea, România. Dân số thời điểm năm 2002 là 3316 người.